# 海上用旗

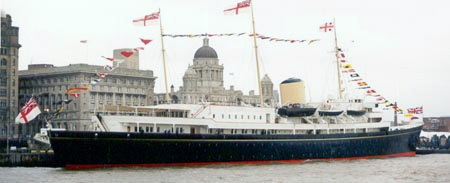
英国不列顛尼亞號在海上悬挂的旗帜，舰尾和桅杆悬挂英國皇家海军白船旗，另在桅杆悬挂海军级别旗，舰首悬挂英国舰首旗。

海上用旗是指在船只或其他水上交通工具上专用的旗帜。对船只而言，远洋航行中悬挂的旗帜很重要，表明船只为船籍国的管轄權範圍，并且在国际法规中有严格规定。船只所悬挂的旗帜通常与该船的船籍注册国有关。

## 种类

### 船旗
船旗（英語：Ensign）通常悬挂与船只尾部，以辨别所属註冊国籍。按船只的归属分为三种类型：民船旗（或商船旗），政府船旗和軍艦旗。
船只在离港进入外国水域或公海时被要求挂上船旗，而战舰即使在港内停泊时也须在日出升船旗，日落时降船旗。在作战中战舰往往会同时在桅杆上悬挂几面船旗，因为传统上认为降下船旗代表投降。
一些国家的船旗和国旗完全相同，例如加拿大和中国。然而另外一些国家单独制定船旗，例如英国和日本，并且大多数北欧国家使用燕尾旗帜。大部分国家的民船旗和政府船旗没有区别，但英国例外：红色船旗作为民用旗，白色船旗作为海军旗，蓝色船旗为政府所属非军用船只使用。
- 英国政府船旗（蓝船旗）
- 斯里蘭卡政府船旗（蓝船旗）
- 斐濟政府船旗（蓝船旗）
- 哈薩克斯坦政府船旗（蓝船旗）
- 印度政府船旗（蓝船旗）
- 所羅門群島政府船旗（蓝船旗）
- 新加坡政府船旗（蓝船旗）
- 馬來西亞政府船旗（蓝船旗）
- 尼日利亞政府船旗（蓝船旗）
- 比利時政府船旗
- 斐濟共和國海军旗帜
- 澳大利亞聯邦海军旗帜
- 丹麦政府船旗
- 东德民船旗
- 德国联邦国防军海军军旗
- 中国人民解放军海军旗
- 越南海軍旗
- 朝鲜人民军海军船旗
- 泰国海军旗帜
- 巴哈马国海军旗帜
- 阿尔巴尼亚海军旗帜
- 沙特阿拉伯海军军旗
- 利比亚海军军旗
- 以色列海军军旗
- 阿塞拜疆海军军旗
- 阿尔及利亚海军旗帜
- 埃及海軍旗
- 丹麥海军旗
- 約旦海军旗
- 肯尼亞海军旗

### 舰艏旗
军舰和部分国家的船只另需悬挂舰艏旗（英語：Jack），通常与国旗图案相关。舰首旗通常在挂满旗致意时悬挂。另外英国海军在靠岸时也会悬挂舰艏旗。英国的舰艏旗与国旗相同，因此英国国旗有时被称为Union Jack。英国民用船只不得悬挂与国旗一致的舰艏旗，如需悬挂须悬挂带有白边的英国国旗。
- 中華民國舰艏旗，使用青天白日旗
- 爱沙尼亚舰艏旗，深受英国舰艏旗的影响
- 阿根廷舰艏旗
- 意大利民用舰艏旗，为文藝復興期間意大利四大城邦（威尼斯、熱那亞、比薩、阿馬爾菲）國旗
- 大韩民国舰艏旗，基于大韩民国国旗
- 斯洛文尼亚舰艏旗，是泛斯拉夫颜色旗帜
- 巴西联邦共和国舰艏旗，旗帜图案是南方十字
- 美国海军舰艏旗，基于美国国旗
- 爱尔兰共和國舰艏旗，旗帜图案标志是爱尔兰竖琴
- 英國皇家海軍舰艏旗，使用聯合王國國旗
- 比利時王國舰艏旗，使用比利時國旗
- 烏拉圭舰艏旗，旗帜图案是五月太陽
- 哥倫比亞共和國舰艏旗，旗帜图案是哥倫比亞國徽
- 荷蘭皇家海軍舰艏旗，基于荷蘭国旗
- 菲律賓海军舰艏旗，使用菲律賓国旗
- 挪威皇家海軍舰艏旗，基于挪威國旗
- 葡萄牙舰艏旗，基于葡萄牙国旗
- 西班牙舰艏旗，基于西班牙国旗
- 墨西哥舰艏旗，基于墨西哥国旗
- 印度尼西亚舰艏旗，基于印尼国旗
- 厄瓜多尔舰艏旗，使用厄瓜多爾軍旗
- 委内瑞拉舰艏旗，使用委內瑞拉軍旗
- 古巴舰艏旗，基于国旗
- 巴拿馬舰艏旗，使用巴拿馬軍旗
- 智利舰艏旗，基于智利国旗
- 巴基斯坦舰艏旗，也是巴基斯坦軍旗
- 玻利維亞舰艏旗，基于玻利維亞国旗
- 秘魯舰艏旗，使用秘魯軍旗
- 巴拉圭舰艏旗，基于巴拉圭国旗

### 级别旗
级别旗（英語：Rank flag）为军舰中指挥官所在船只所悬挂的旗帜。旗舰一词即来自于此，这一传统来自于无线电通讯尚不发达的时代。

瑞典海军级别旗
波兰海军级别旗
英国皇家海军级别旗

### 三角長旒
- 服役三角旒（英語：Commissioning Pennant）为军舰中悬挂在桅杆上表示军舰在役的细长三角形旗帜，军舰退役后会降下。中華民國海軍則稱之為長旒旗。

葡萄牙海军服役三角旒
瑞典皇家海军服役三角旒
日本海上自衛隊服役三角旒
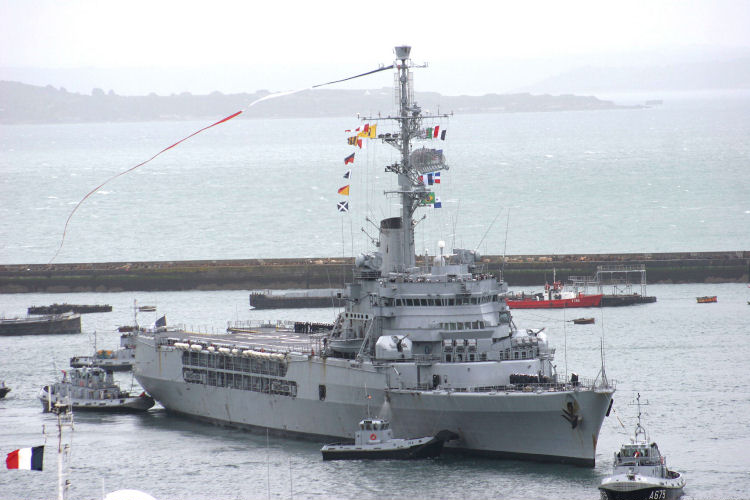
法国军舰上的服役三角旒
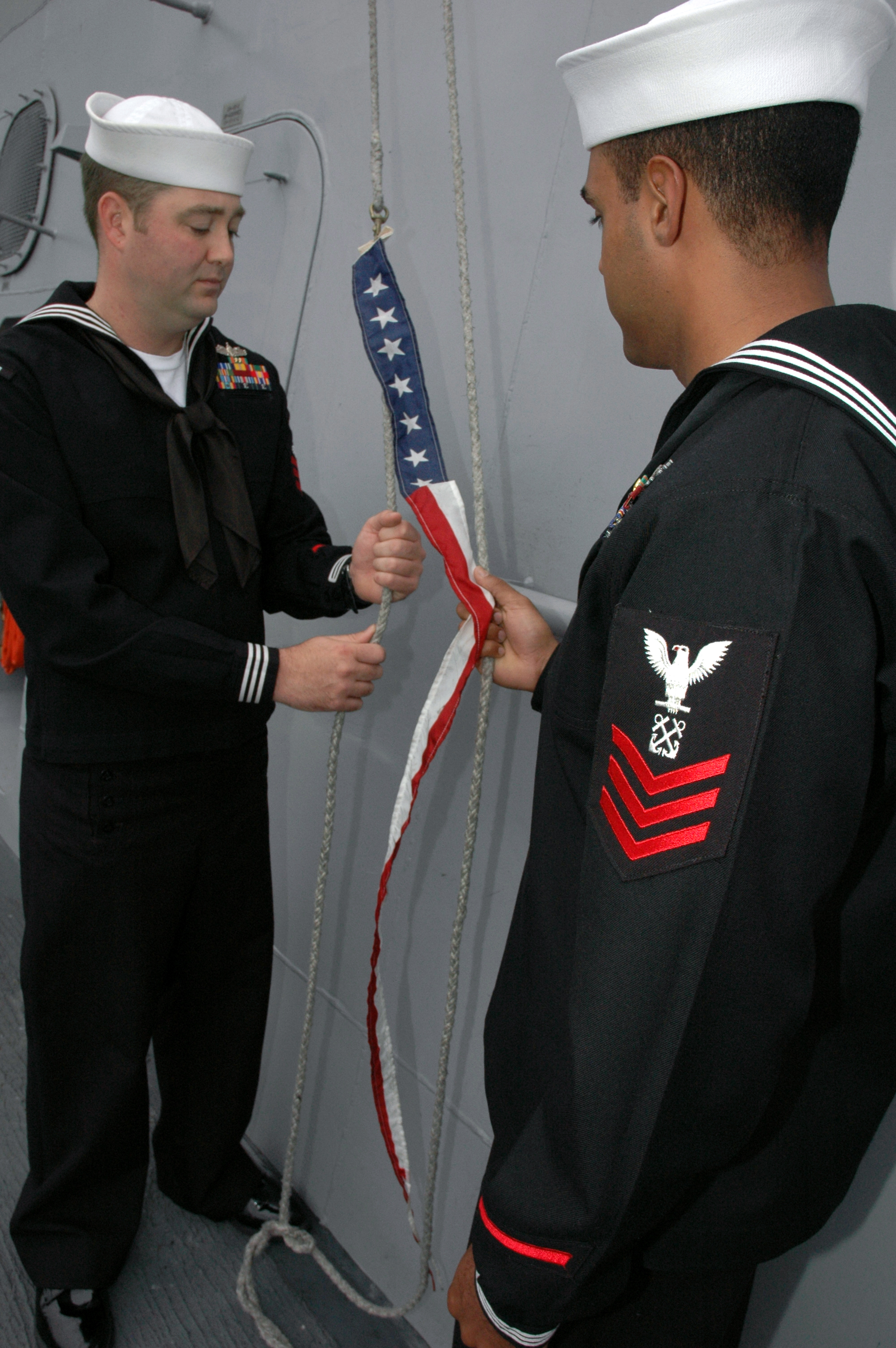
美国海军水手准备升起服役三角旒

- 教堂三角旗（英語：Church Pennant）通常为部分国家海军在宗教礼拜日悬挂在桅杆上，这一传统来自英荷戰爭时交战双方在周日礼拜时悬挂表示暂时休战。

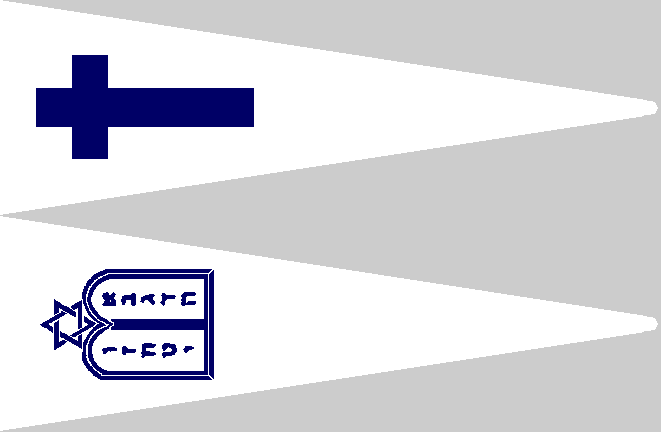
美国海军教堂三角旗

### 信号旗
國際信號旗系統是一種船隻間的旗幟溝通系統，讓船隻快速清晰地表明自船的意圖。

### 公司旗

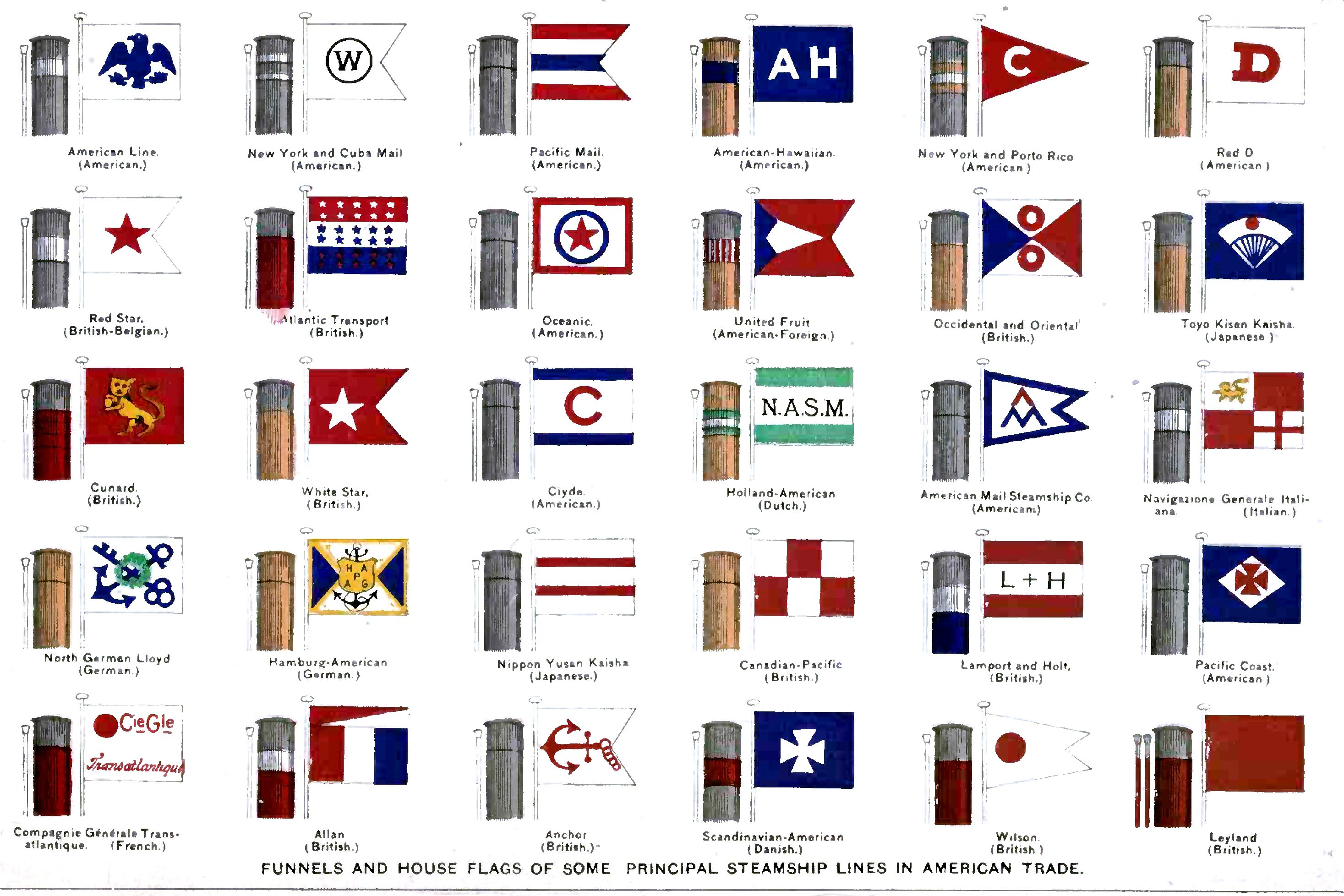
1900年左右的部分公司旗

一些航运公司另悬挂公司旗（英語：House flag）以方便识别。

## 礼节
常见的旗帜礼节国旗应该位于所有旗帜最高处在海上并不适用，在桅杆的旗帜可以在国旗上方悬挂。

### 挂满旗
船只在进港时可以采用挂满信号旗的方式表示庆祝，这一行为通常在节庆日施行。